# 埃森·埃里克森
埃森·埃里克森（Ethan Skip Erickson，1973年8月5日—）是美國的一位演員和主持人。埃里克森出生在明尼蘇達州明尼阿波利斯，他擁有加利福尼亞大學聖芭芭拉校的英語文學學位。